# Deylův ostrůvek
Deylův ostrůvek (místní název Boleloucká skalka) leží v polní krajině severozápadně od Bolelouce na katastrálním území Dubu nad Moravou. Lokalitu spravuje Pozemkový spolek Sagittaria.

## Popis a historie
V opuštěném lomu se v minulosti těžila žula (granit) a kámen se pravděpodobně používal pro stavební činnost v okolních vesnicích. Prohlubně po těžbě zaplnila voda a osídlili vodní živočichové a rostliny, na svazích se uchytila teplomilná květena. Lokalita byla navržena na státní ochranu již v roce 1986 českým botanikem Čestmírem Deylem z Olomouce pro výskyt ohrožených rostlin, které se dnes na lokalitě nevyskytují, například hvozdík pyšný (Dianthus superbus subsp. superbus), pupava Biebersteinova (Carlina biebersteinii), smldník alsaský (Peucedanum alsaticum) a další. Jeho návrh však tehdejší orgány státní správy ignorovaly.[zdroj?] Pojmenování po Čestmíru Deylovi místo získalo i z důvodu, že zde prováděl botanický výzkum v letech 1974 až 1985.[zdroj?]
Nad lokalitou je vedeno vedení vysokého napětí a u jižního konce území stojí pilíř. Pod vedením probíhá pravidelné kácení dřevin a to byl také jeden z důvodů, proč se mokřadní i stepní biotop zachoval dodnes.[zdroj?]
Deylův ostrůvek nebyl přidán do prvního seznamu NATURA 2000 tehdejší Agenturou ochrany přírody a krajiny České republiky střediskem v Olomouci. Lokalita byla doplněna až zásluhou Tomáše Vynikala do doplňkového seznamu NATURA 2000 po jednání s inženýrem Martinem Duškem (bývalý ředitel Agentury ochrany přírody a krajiny České republiky v Praze).[zdroj?] Důvodem doplnění byl výskyt ohrožených živočichů čolka velkého (Triturus cristatus) a kuňky obecné (Bombina bombina). Evropsky významná lokalita byla vyhlášena nařízením vlády v roce 2012 a přírodní památka vyhlášena Krajským úřadem Olomouckého kraje v roce 2015. V souvislosti se státní ochranou lokality došlo k prohloubení vybraných tůní a prořezání náletových dřevin. Územní se státní a evropskou ochranou má velký význam jako refugium ohrožených rostlin a živočichů v intenzivně obhospodařované krajině a také zachování přírody pro budoucí generace.[zdroj?]